# 스티브 빌코
스티븐 토마스 빌코(Stephen Thomas Bilko, 1928년 11월 13일 ~ 1978년 3월 7일)는 미국의 전 프로 야구 선수로, 메이저 리그 베이스볼(MLB)에서 주로 1루수로 뛰었다. 세인트루이스 카디널스, 시카고 컵스, 신시내티 레즈, 로스앤젤레스 다저스, 디트로이트 타이거스, 로스앤젤레스 에인절스에서 모두 10시즌을 뛰었다. 통산 기록은 600경기에 출전해 432안타, 76홈런, 220득점, 276타점, 타율 .249이다.